# Gefecht auf der Totenhöhe
Wallerfangen – Dömitz – Haselünne – Wittstock – Rheinfelden – Breisach – Wittenweiher – Vlotho – Ochsenfeld – Chemnitz – Bautzen – Freiberg – Riebelsdorfer Berg – Dorsten – Preßnitz – La Marfée – Wolfenbüttel – Kempener Heide – Schweidnitz – Breitenfeld – Tuttlingen – Freiburg – Philippsburg – Jüterbog –  Jankau – Herbsthausen – Alerheim – Brünn – Korneuburg – Totenhöhe – Hohentübingen –  Triebl – Zusmarshausen – Wevelinghoven – Dachau –  Prag
Das Gefecht auf der Totenhöhe fand am 20. November 1646 auf der nordwestlich von Frankenberg (Eder) gelegenen, heute weitgehend bewaldeten, 374,7 m hohen Anhöhe „Totenhöhe“ zwischen kaiserlichen und hessen-darmstädtischen Truppen einerseits sowie schwedischen und hessen-kasselschen Truppen andererseits statt, wobei Letztere den Sieg errangen. Die militärischen Niederlage Hessen-Darmstadts stellte eine wichtige Etappe im für Hessen-Kassel siegreichen Hessenkrieg dar, durch den weite Teile Oberhessens bei Hessen-Kassel verblieben. Das Gefecht war die größte militärische Auseinandersetzung im Gebiet um Frankenberg während des Dreißigjährigen Krieges.

## Vorgeschichte
Grund für die feindliche Stellung der hessischen Landgrafschaften Darmstadt und Kassel während des Dreißigjährigen Krieges waren Streitigkeiten um das Erbe des Landgrafen Philipp I. im weitesten Sinne. Nach dessen Tod 1567 erfolgte eine Aufteilung der Landgrafschaft Hessen unter seinen vier Söhnen. Als 1604 die Linie Hessen-Marburg nach nur einer Generation mit Ludwig IV. ausstarb, entbrannte der Streit zwischen Hessen-Darmstadt und Hessen-Kassel um dessen Erbe. Gemäß dem Testament Ludwigs kam es zu einer Teilung mit der Bedingung, das gesamte Oberhessen im lutherischen Glauben zu belassen. Mit der Hinwendung von Landgraf Moritz von Hessen-Kassel zum Calvinismus 1605 sah Hessen-Darmstadt diese Regelung als gebrochen an und beanspruchte das gesamte Oberhessen für sich. Nachdem sich Landgraf Ludwig V. von Hessen-Darmstadt 1621 auf die Seite der Kaiserlichen begab, begann die militärische Austragung des Konflikts im Zuge des Dreißigjährigen Kriegs. Im 1627 geschlossenen Hauptakkordvertrag verzichtete Hessen-Kassel auf die oberhessischen Ansprüche.
Bedingt durch militärische Erfolge am Niederrhein nutzte Landgräfin Elisabeth Amalie von Hessen-Kassel jedoch 1645 die Gelegenheit, um Teile Oberhessens zu besetzen. Ihr General Johann von Geyso rückte mit 4000 Mann über Butzbach nach Marburg vor und besetzte diese Orte. 1646 warb Landgraf Georg II. von Hessen-Darmstadt unter dem Oberbefehl des Grafen Ernst Albrecht von Eberstein Truppen an, welche Geyso aus seinem Lager bei Marburg vertrieben. Diesem gelang nach Bündelung der Kräfte jedoch die Einnahme von Kirchhain und Alsfeld. Auch erfuhr er Verstärkung durch den schwedischen General Gustav Adolf von Löwenhaupt und 2000 Mann, der ihn, über Lippstadt und Korbach anrückend, bei Herbstein im Vogelsberg traf. Nach dem Entsatz der von Eberstein belagerten Stadt Biedenkopf zog sich dieser nach Frankenberg zurück, von wo aus er mit zwei Regimentern und 800 übergelaufenen kursächsischen Reitern nach Niederhessen einfallen wollte.

## Verlauf
Von Marburg kommend erreichten die Generäle Geyso und Löwenhaupt nachts ein tiefes Tal im Südwesten Frankenbergs, wahrscheinlich das Bockental, und brachten hier am Morgen des 20. November ihre Streitmacht in Position. Eine Vorhut der Reiterei drang in die Stadt ein und schaltete  die Wachmannschaft am Neustädter Tor aus. General Eberstein entschloss sich mit seinen Truppen zur Flucht in Richtung Westfalen und versuchte, in zwei Gruppen aus der Stadt zu entkommen. Die kleinere, erste Gruppe aus der Neustadt wurde im Bereich des heutigen Sportplatzes durch die schwedischen Truppen unter Löwenhaupt aufgerieben, der dann auf dem rechten Flügel auf die Totenhöhe vorrückte. Hier traf er auf den größeren Heerhaufen unter General Eberstein, der über den Steg bei der Niedermühle in Richtung Hallenberg zu entkommen beabsichtigte. Der darmstädtische General konnte das Treffen zunächst für sich entscheiden; als ihm jedoch Geysos Reiterei in die Flanke fiel, musste er sich geschlagen geben und floh mit 100 Reitern bis in den Westerwald.
Das Gefecht endete mit der vollkommenen Niederlage der hessen-darmstädtischen Truppen. Die Sieger konnten 800 Gefangene machen, darunter Graf Moritz von Nassau-Hadamar, sowie 1000 Pferde, neun Fahnen und den Tross erbeuten. Eine andere Quelle spricht von 500 Gefangenen, 700 Pferden, 2 Geschützen, 8 Standarten und allem Gepäck. Unter den insgesamt 500 Gefallenen befanden sich auf Seiten Hessen-Kassels der General Wolf von Todenwart und ein hoher schwedischer Offizier.

## Folgen
Die Niederlage bewegte Landgraf Georg von Hessen-Darmstadt zu einem Waffenstillstand bis zum 1. April 1647, der unter Vermittelung des Herzogs Wilhelm von Sachsen-Weimar zustande kam. Der Hessenkrieg fand im Zuge der Friedensverhandlungen im April 1648 sein Ende, wobei die Teilung Oberhessens und der Verbleib der entsprechenden Teile bei Hessen-Kassel manifestiert wurden. Das Gefecht auf der Totenhöhe war somit ein wichtiger Etappensieg für Hessen-Kassel.
Für das ohnehin durch den Krieg schon schwer getroffene Amt Frankenberg bedeuteten die Kampfhandlungen eine weitere enorme Belastung, von der sich Stadt und Amt nur schwer erholen konnten. Die Region wurde durch die durchziehenden Armeen mit den damals typischen kriegsbedingten Plünderungen und Verheerungen, wie der teilweise zerstörten Wintersaat, heimgesucht. Zeugnis hierüber legen Beschwerdebriefe an die Landgräfin ab, die sowohl fremde als auch einheimische Truppen als Verursacher nennen. Eine Befragung Generals Geyso bestätigte, dass Stadt und Amt Frankenberg mehr als das übrige Oberfürstentum Marburg in den Jahren 1646/47 gelitten hätten. Die Schäden des Dreißigjährigen Krieges wurden im Frankenberger Land erst nach ungefähr 100 Jahren überwunden.

## Rezeption
Am Ort des Geschehens wurde ein Gedenkstein, der sogenannte Schwedenstein (51° 4′ 23″ N, 8° 47′ 6″ O), aufgestellt, welcher im Jahr 1905 durch einen Stein aus Grauwacke ersetzt wurde; darin eingelassen ist eine Metalltafel mit dem Datum der Schlacht. Ferner erinnern der Flurname „Totenhöhe“ selbst sowie der Straßenname „Schwedensteinweg“ im nahen Ederdorf an die Ereignisse des Jahres 1646.
Am 8. Mai 1932 wurde eine vom Verkehrs- und Verschönerungsverein Frankenberg und vom Zweigverein Frankenberg des Oberhessischen Gebirgsvereins gemeinsam errichtete hölzerne Schutzhütte für Wanderer, im Stil einer Blockhütte, neben dem Schwedenstein eingeweiht.
Angeblich wurden die Gefallenen der Schlacht etwa 300 m südöstlich des Schwedensteins im sogenannten „Totenborn“ bestattet, einem kleinen Feuchtbiotop beiderseits des Wanderwegs F1, bestehend aus einem Tümpel im Westen und einer Quelle im Osten. Die Volkssage weiß von einem schwedischen General, der hier des Nachts spukt, sowie von einer geisterhaften Schlacht aus den Sachsenkriegen Karls des Großen zu berichten.